# Thibaut Duval
Thibaut Duval (Laken, 1 februari 1979) is een Belgische voormalige polsstokspringer. Hij werd meervoudig Belgisch kampioen polsstokhoogspringen en is de huidige Belgische indoorrecordhouder, samen met Kevin Rans. Hij nam eenmaal deel aan de Olympische Spelen in 2000, maar veroverde bij deze gelegenheid geen medailles.

## Belgische kampioenschappen
Outdoor
| Onderdeel            | Jaar                   |
| -------------------- | ---------------------- |
| polsstokhoogspringen | 1999, 2000, 2002, 2003 |

Indoor
| Onderdeel            | Jaar       |
| -------------------- | ---------- |
| polsstokhoogspringen | 1999, 2000 |

## Persoonlijke records
| Onderdeel                     | Prestatie      | Datum        | Plaats   |
| ----------------------------- | -------------- | ------------ | -------- |
| polsstokhoogspringen          | 5,70 m (ex-NR) | 11 juni 2000 | Oordegem |
| polsstokhoogspringen (indoor) | 5,70 m (ex-NR) | 2 maart 2002 | Wenen    |

## Palmares

### polsstokhoogspringen
- 1997  BK AC
- 1998  BK AC indoor
- 1998  BK AC
- 1998 8e WK U20 in Annecy - 5,00 m
- 1999  BK AC indoor
- 1999  BK AC - 5,40 m
- 1999 13e in kwal. WK in Sevilla - 5,40 m
- 2000  BK AC - 5,50 m
- 2000 4e EK indoor in Gent - 5,60 m
- 2000 12e in kwal. OS in Sydney - 5,55 m
- 2002  BK AC - 5,40 m
- 2002 5e EK indoor in Wenen - 5,70 m (NR)
- 2003  BK AC - 5,40 m
- 2003 12e in kwal. WK in Parijs - 5,35 m